# 科学時代
科学時代（かがくじだい）は、1961年4月5日から1967年3月30日までNHK総合で放送されたテレビ番組である。

## 概要
現代の社会を切り開いていく科学技術の姿をルポ形式で紹介する科学系教養番組である。

## 放送時間
- 1961年度：水曜 22:45 - 23:05
- 1962年度：月曜 22:45 - 23:05
- 1963年度：木曜 23:00 - 23:30／土曜 11:00 - 11:30
- 1964年度：木曜 23:10 - 23:40
- 1965年度：木曜 23:10 - 23:40／月曜 14:30 - 15:00
- 1966年度：木曜 23:10 - 23:40／火曜 17:00 - 17:30

## 出演者
- 尾崎博

## 主なテーマ
- リズムの中の人間 新しい生理学
- オートメーション病院
- 魅惑のルビー 人工ルビーとその工業利用
- ビジネス革命
- 台風の目をとらえる
- 気象衛星タイロス
- オリンピックの計器
- 準備進む人工衛星
- 肺ガンを治す
- 航空機の事故追跡
- ガン精密検査
- 安全自動車への道
- ロケットを追う
- 高層ビル建築中